# GAPDHS
GAPDHS (англ. Glyceraldehyde-3-phosphate dehydrogenase, spermatogenic) – білок, який кодується однойменним геном, розташованим у людей на короткому плечі 19-ї хромосоми. Довжина поліпептидного ланцюга білка становить 408 амінокислот, а молекулярна маса — 44 501.
| 10         |  | 20         |  | 30         |  | 40         |  | 50         |
| ---------- |  | ---------- |  | ---------- |  | ---------- |  | ---------- |
| MSKRDIVLTN |  | VTVVQLLRQP |  | CPVTRAPPPP |  | EPKAEVEPQP |  | QPEPTPVREE |
| IKPPPPPLPP |  | HPATPPPKMV |  | SVARELTVGI |  | NGFGRIGRLV |  | LRACMEKGVK |
| VVAVNDPFID |  | PEYMVYMFKY |  | DSTHGRYKGS |  | VEFRNGQLVV |  | DNHEISVYQC |
| KEPKQIPWRA |  | VGSPYVVEST |  | GVYLSIQAAS |  | DHISAGAQRV |  | VISAPSPDAP |
| MFVMGVNEND |  | YNPGSMNIVS |  | NASCTTNCLA |  | PLAKVIHERF |  | GIVEGLMTTV |
| HSYTATQKTV |  | DGPSRKAWRD |  | GRGAHQNIIP |  | ASTGAAKAVT |  | KVIPELKGKL |
| TGMAFRVPTP |  | DVSVVDLTCR |  | LAQPAPYSAI |  | KEAVKAAAKG |  | PMAGILAYTE |
| DEVVSTDFLG |  | DTHSSIFDAK |  | AGIALNDNFV |  | KLISWYDNEY |  | GYSHRVVDLL |
| RYMFSRDK   |  |            |  |            |  |            |  |            |

A: Аланін

C: Цистеїн

D: Аспарагінова кислота

E: Глутамінова кислота

F: Фенілаланін

G: Гліцин

H: Гістидин

I: Ізолейцин

K: Лізин

L: Лейцин

M: Метіонін

N: Аспарагін

P: Пролін

Q: Глутамін

R: Аргінін

S: Серин

T: Треонін

V: Валін

W: Триптофан

Кодований геном білок за функцією належить до оксидоредуктаз. 
Задіяний у такому біологічному процесі, як гліколіз. 
Білок має сайт для зв'язування з НАД. 
Локалізований у цитоплазмі.